# Una storia crudele
Una storia crudele (残虐記?, Zangyakuki) è un romanzo della scrittrice giapponese Natsuo Kirino, uscito in patria nel 2004. In Italia il testo è stato pubblicato con il titolo Una storia crudele, da Neri Pozza nel 2011. La traduzione è stata curata da Gianluca Coci.

## Trama
Ubukata Keiko, trentacinque anni, è una scrittrice di successo che utilizza lo pseudonimo di Koumi Narumi. Keiko scompare lasciando un manoscritto intitolato "Una storia crudele". Atsuro, il marito della scrittrice, lo trova con l'invito di spedirlo al suo editore e con una lettera di Kenji, l'uomo che quando la bambina aveva 10 anni la tenne prigioniera per oltre un anno. Gli eventi che vengono narrati nel manoscritto riguardano l'infanzia dell'autrice, ed in particolare il suo rapimento. 
Una sera infatti si era spinta fino a K, un quartiere ad alta concentrazione di bar e locali a luci rosse, dove viene avvicinata da uno sconosciuto, Kenji, che la infila in un sacco nero e la porta nella sua abitazione, che si trovava presso la fabbrica in cui lavorava l'uomo. Kenji decide che da quel momento Keiko si chiamerà Micchan. Il sequestro di Kenji durerà più di un anno. L'uomo ha una duplice personalità, tanto che Keiko dovrà convivere con il Kenji diurno, che abusa sessualmente di lei, e il Kenji notturno, che si comporta come un bambino ed è succube di Keiko. La bambina, durante la prigionia, non perde mai la speranza di poter tornare un giorno a casa e comincia a fantasticare sul vicino di casa di Kenji, il signor Yatabe, che un giorno riuscirà a liberarla. Dopo più di un anno però, la bambina verrà trovata dalla moglie del padrone della fabbrica. Al momento della liberazione, la ragazzina si introduce nell'appartamento di Yatabe e scopre che l'uomo li aveva sempre spiati attraverso un buco nel muro. La bambina scopre che il suo "salvatore" era in realtà il suo aguzzino.
Dopo la sua liberazione e l'arresto di Kenji, Keiko si rifiuta di raccontare quello che è successo durante quell'anno sia ai genitori che alla polizia. Miyasaka è il pubblico ministero che si occupa del caso e cerca in ogni modo di farsi raccontare la verità dalla bambina, ma con scarso successo.
Nel frattempo i genitori di Keiko divorziano e madre e figlia si trasferiscono in un'altra città, dove nessuno conosce la loro storia. Keiko cresce e durante gli anni del liceo scrive il suo primo romanzo "Come il fango". In questo romanzo si narra del rapporto tra Kenji e Yatabe, il quale aveva abusato del ragazzo sin dall'infanzia.
L'editore di Keiko rimane sconvolto dalla lettura dell'opera e comincia una corrispondenza con il marito dell'autrice, che è in realtà Miyasaka. Questi comunica all'editore che non tutti i fatti narrati da Keiko sono veri.

## Incipit
Gentile Dott. Yahagi,
mi rincresce molto disturbarla e mi auguro innanzitutto che lei stia bene e che il suo lavoro proceda al meglio.
Voglia scusarmi se mi sono preso la libertà di scriverle all'improvviso. Sono il marito di Ubukata Keiko, meglio nota con lo pseudonimo di Koumi Narumi. La ringrazio infinitamente per l'aiuto che ha sempre concesso a mia moglie.

## Finale
Dottor Yahagi, le chiedo scusa. Senza volerlo, ho finito per scrivere una cosa del tutto personale. Credo, però, di essere riuscito a risolvere gran parte dei suoi dubbi, o almeno così spero.
Mi auguro che mia moglie stia bene e smetta di soffrire. E con questo è tutto.

## Edizioni
- Natsuo Kirino, Una storia crudele, traduzione di Gianluca Coci, Neri Pozza, 2004,  p. 235.